# Насыбуллин, Даниэль Радимович
Даниэль Радимович Насыбуллин (род. 2 июня 1986, Казань, Татарская АССР, РСФСР, СССР или Казань) — российский хоккеист, защитник.

## Биография
Воспитанник казанского хоккея. Начинал играть в команде первой лиги «Ак Барс-2» (2002/03 — 2006/07), также за это время провёл два матча за «Нефтяник» Лениногорск в высшей лиге (2005/06) и один матч — за «Ак Барс» — 8 марта 2007 в гостевом матче Суперлиги против «Амура» (1:3). Четыре сезона (2007/08 — 2010/11) отыграл в высшей лиге и ВХЛ за «Нефтяник» Альметьевск. В сезоне-2011/12 провёл в КХЛ 15 матчей за нижнекамский «Нефтехимик» и 18 — за «Автомобилист» Екатеринбург. Ещё 9 сезонов отыграл за «Нефтяник» и в 2021 году завершил карьеру. В составе «Нефтяника» провёл 751 матч в 13 сезонах, набрал 433 (213+220) очка, становился золотым, серебряным и бронзовым призёром ВХЛ.
Работник в структуре «Ак Барса» с молодёжью.
Бронзовый призёр «Игр будущего-2024» по фиджитал-хоккею в составе команды «Ak Bars».
Главный тренер команды «Ак Барс» в чемпионате КХЛ 3х3.